# Nathan Petrelli
Nathan Petrelli is een personage uit de Amerikaanse televisieserie Heroes, gespeeld door Adrian Pasdar.

## Personage overzicht
Nathan Petrelli is getrouwd met Heidi Petrelli en heeft twee zoontjes uit deze relatie: Simon en Monty. Uit een vorige relatie (met Meredith Gordon) heeft hij ook nog een dochter: Claire Bennet. Nathan Petrelli heeft een speciale gave die hem de mogelijkheid geeft om te vliegen. Hij gaat voor congreslid met de hulp van Mr. Linderman en volgens Linderman zou Nathan President kunnen worden. Zijn broer Peter Petrelli beschikt ook over speciale gaven en we weten ook dat zijn vader (overleden) Mr. Petrelli over gaven beschikte. Zijn moeder Angela Petrelli heeft ook een gave; zij kan namelijk in haar dromen de toekomst zien.

## Eerste seizoen
Nathan is een advocaat die wilde getuigen tegen de maffia-bende van Mr. Linderman. Maar Linderman beloofde hem een plaats als Congreslid en zei dat Nathan uiteindelijk president van de Verenigde Staten zou worden. Het enige dat Nathan moest doen is de bom uit het schilderij van Isaac Mendez te laten ontploffen omdat deze ervoor zou zorgen dat de mensen in hun verdriet verenigd werden.
Nathan ontdekt tijdens het eerste seizoen dat zijn dochter Claire Bennet tegen alle verwachtingen in toch nog leeft en dat zij hem wil ontmoeten. Maar vlak voor de verkiezingen lijkt dit hem geen goed idee en hij wijst dat voorstel af.
Nathan wil tegen de wil van zijn broer Peter Petrelli en zijn dochter Claire in, de bom die New York bedreigt, toch laten ontploffen. Zijn moeder Angela Petrelli en Mr. Linderman zeggen namelijk dat dit onontkoombaar is.
In de seizoensfinale ‘How to stop an exploding man’ zien we echter dat Nathan toch beslist naar zijn dochter en broer te luisteren en hij helpt om de bom te stoppen. Doordat Peter op ontploffen staat (‘’letterlijk’’) neemt Nathan de beslissing om met Peter weg te vliegen, zodat hij kan ontploffen in de lucht. We weten niet of Nathan dit heeft kunnen overleven.
In het tweede seizoen wordt hij dood geschoten tijdens een persconferentie over de Company.

### Alternatieve toekomst
Nathan is in de toekomst vermoord door Sylar die zijn gave om te vliegen heeft overgenomen. Sylar neemt vervolgens de plaats in van Nathan en is hiermee tevens president van Amerika en kan zo gemakkelijk de helende gave van Nathans dochter, Claire Bennet, stelen.